# Proyecto Runeberg

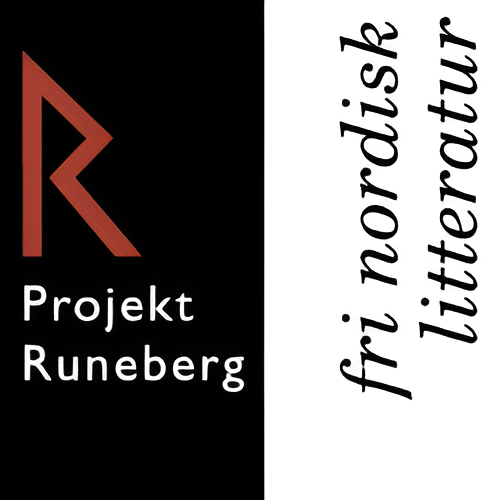
Logotipo del Proyecto Runeberg.

El Proyecto Runeberg es una iniciativa que emula el Proyecto Gutenberg y publica versiones electrónicas gratuitas de libros destacados de la cultura e historia de los países nórdicos. El Proyecto empezó archivando literatura en lenguas nórdicas en diciembre de 1992, pero actualmente tiene también facsímiles gráficos de obras antiguas, partituras y obras en latín escritas por autores nórdicos. Su archivo consta de más de 17.000 libros, con descargas mensuales cercanas a los 2.000.000.

## Nombre
El Proyecto Runeberg recibe su nombre del poeta nacional finlandés Johan Ludvig Runeberg. El nombre también tiene un doble significado, ya que runa (letra del alfabeto rúnico) y berg (montaña) se pueden traducir aproximadamente en la mayoría de las lenguas nórdicas como "montaña de letras". Además, el nombre rima con "Gutenberg".